# Birhor jezik
Birhor jezik (ISO 639-3: biy; bihor, birhar, birhore, birhul, mankidi, mankidia, mankiria), jezik nomadskog plemena Birhar iz Jharkhanda, Chhattisgarha, Orisse, zapadnog Bengala i Maharashtre, Indija, kojim govori 10 000 ljudi (1998).
Klasificira se mundarskoj podskupini kherwarskih jezika, dravidska porodica. Pripadnici plemena služe se i s drugim susjednim jezicima, sadri [sck], santhali [sat], ho [hoc], mundari [unr], munda [unx], hindi, ili oriya [ori].

## Vanjske poveznice
- Ethnologue (14th)
- Ethnologue (15th)